# زد تي إي تانيا
زد تي إي تانيا (بالإنجليزية: ZTE Tania)‏ هو هاتف ذكي من زد.تي.إي يعمل بنظام ويندوز فون، تم طرحه في الأسواق في 13 فبراير 2012.

## الخصائص
- نظام التشغيل: ويندوز فون
- الكاميرا الخلفية: 5 ميجابكسل
- الشاشة: شاشة لمس 480×800 16 مليون لون
- المعالج: 1 جيجا هرتز
- الذاكرة: 4 جيجابايت